# Nieuwe Kerk (Amsterdam)

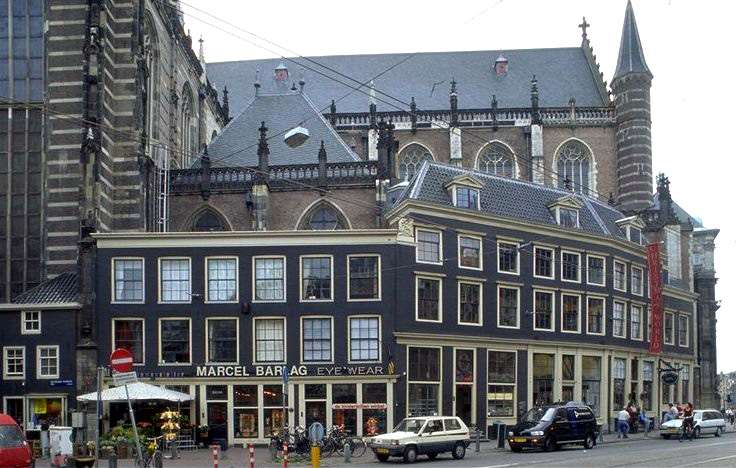
Huizen gebouwd tegen de Nieuwe Kerk, zijde Nieuwezijds Voorburgwal.

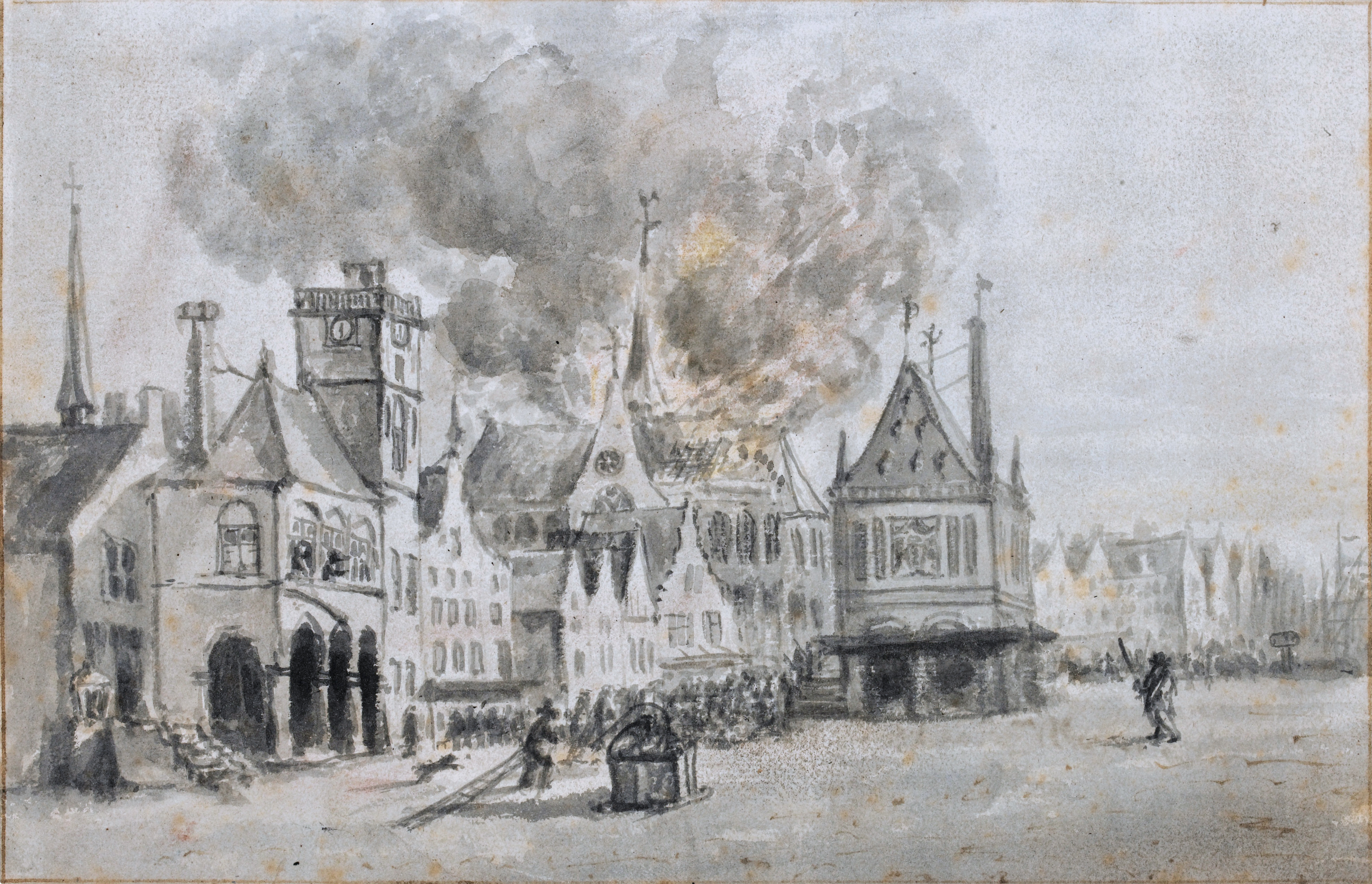
De Nieuwe Kerk in brand in 1645. (Egbert Lievensz. van der Poel)

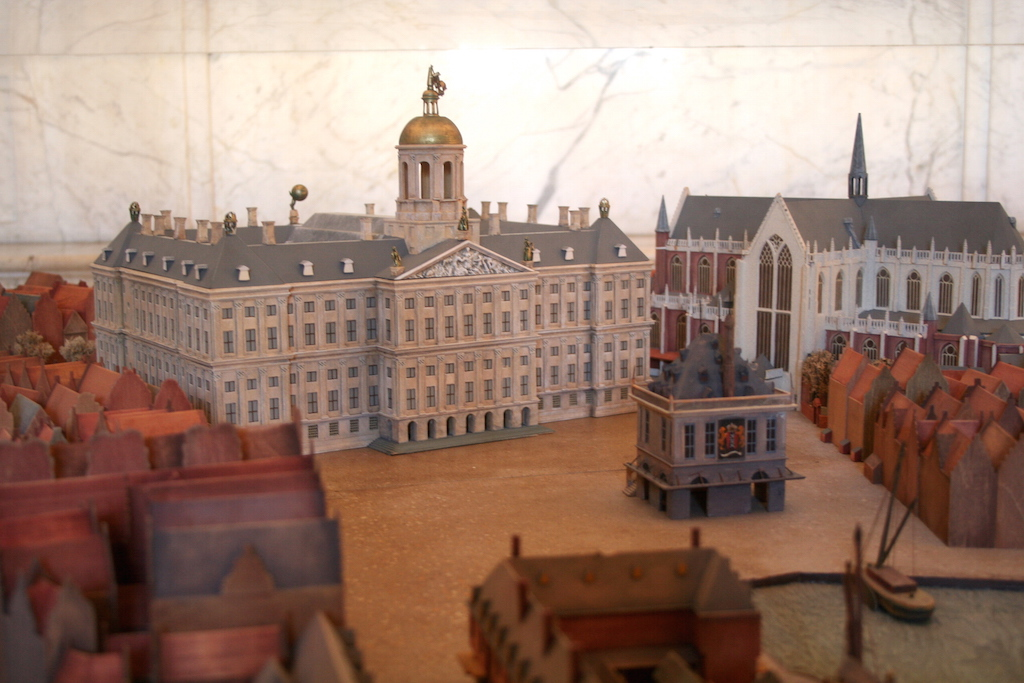
Maquette van de Dam, met het Stadhuis, de Waag en de Nieuwe Kerk. Geëxposeerd in het Paleis op de Dam; 2005.

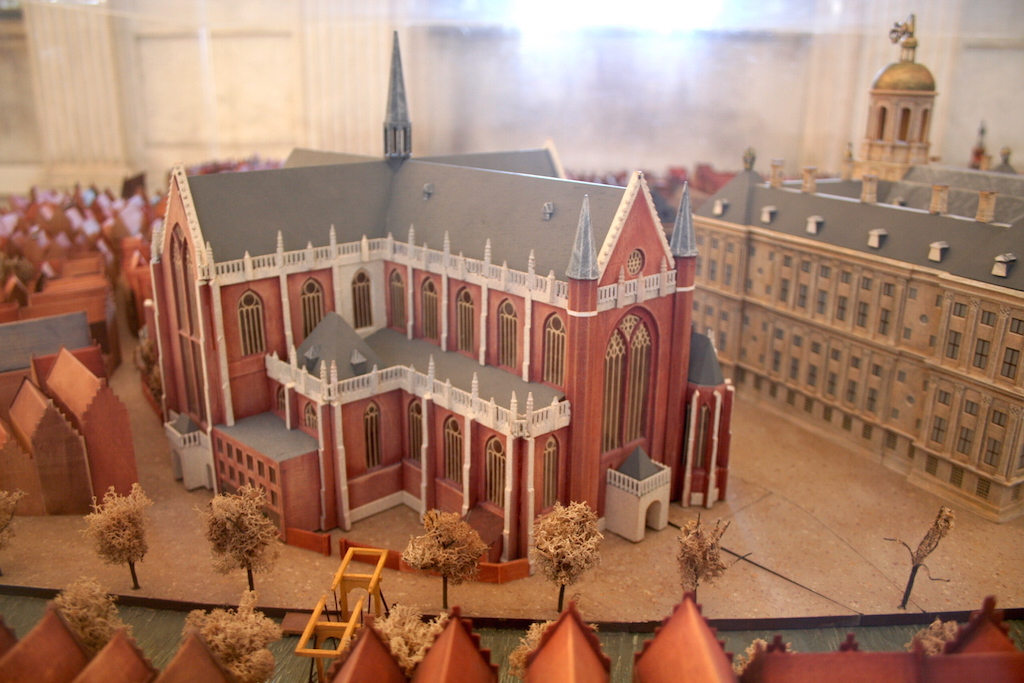
Maquette van de Nieuwe Kerk, zijde Nieuwezijds Voorburgwal. Rechts het Stadhuis. Geëxposeerd in het Paleis op de Dam; 2005.

De Nieuwe Kerk is een kerkgebouw in Amsterdam. De kerk is gelegen aan de Dam, op nummer 12, naast het Paleis op de Dam. Tussen de kerk en het Paleis loopt de Mozes en Aäronstraat.

## Bouwgeschiedenis
De Sint-Nicolaaskerk (Oude Kerk), de eerste parochiekerk van Amsterdam, werd te klein bevonden door de enorme groei van de stad in de tweede helft van de 14e eeuw. Op 15 november 1408 gaf de Bisschop Frederik van Blankenheim van Utrecht toestemming voor een tweede parochiekerk. De kerk werd gewijd aan Onze Lieve Vrouwe, en later aan Sint-Catharina. De bouw was toen echter al ver gevorderd.
De geschiedenis van de Nieuwe Kerk begon omstreeks 1380 naast (niet in) de boomgaard van Willem Eggert. Hij had dit terrein bij zijn huis als bouwgrond voor de kerk geschonken en was de bouwheer en financier van de kerk die op 25 november 1409 gewijd werd. Willem Eggert werd in 1417 begraven in de voor hem gebouwde Eggertkapel.
De Nieuwe Kerk is in fasen tot stand gekomen. De oudste delen van de kerk zijn het koor en transept. Tijdens een stadsbrand van 1421 liep de kerk wel schade op, maar deze bleef beperkt. Rond 1435 is men met de bouw van het schip begonnen. Oorspronkelijk zou het schip acht traveeën tellen, maar dit werden er vijf in verband met ruimtegebrek. In de tweede helft van de 15de eeuw werden de zijbeuken gebouwd en kwam er een lichtbeuk op het middenschip ten behoeve van lichtinval. Na 1538 is het noorder transept verhoogd tot de hoogte van de rest van de kerk. Dit is duidelijk te zien op een oude stadsplattegrond van Cornelis Anthonisz. uit 1538, waar de kerk nog een lage noorder transept heeft.
Tijdens de stadsbrand van 1452 raakte de kerk opnieuw beschadigd. Er is sindsdien veel aan de kerk verbouwd en herbouwd. Een van de laatste delen van de kerk die werd voltooid is de noordelijke dwarsarm uit 1530-1540, die stijlelementen uit de Renaissance vertoont.
In 1565 kreeg de Oude Kerk een nieuwe toren en de Nieuwe Kerk wilde niet achterblijven; men begint met het heiwerk voor een eigen toren, die echter nooit voltooid zal worden (zie paragraaf Toren).
Tijdens de Beeldenstorm in 1566 blijft de Nieuw Kerk gespaard, maar na de Alteratie van 1578, als de kerk in gebruik genomen wordt als Protestantse kerk, wordt alsnog een groot deel van de inventaris vernield en daarna is van het rijke katholieke interieur weinig meer over. Op de plaats waar ooit het hoofdaltaar stond, komt in 1681 het door Rombout Verhulst ontworpen grafmonument voor admiraal Michiel de Ruyter.
Terwijl de kerk de stadsbranden van 1421 en 1452 redelijk goed had doorstaan, ging het in 1645 helemaal mis. Door werkzaamheden van loodgieters brandde de kerk, op het koor en straalkapellen na, geheel uit. Na deze brand is de kerk in gotische stijl hersteld.

## Brand van 1645
Rond het middaguur van 11 januari 1645 raakte het dak in brand door onzorgvuldigheid van loodgieters die onder het dak aan het werk waren. Het was die dag koud en helder weer (enkele graden onder nul), en door een sterke noordoostenwind kon het vuur snel om zich heen grijpen. In minder dan een half uur tijd stond de hele kerk in lichterlaaie. Om drie uur in de middag stortte het dak en alles wat er op stond met groot geraas naar beneden. Vrijwel alles wat in de kerk stond verbrandde. Grafzerken en pilaren raakten gebarsten door de hitte. Wel konden de koperen kroonluchters nog ongeschonden uit de puinhopen worden gehaald.
Na de brand werd de kerk gerestaureerd en verder verfraaid. Uiteindelijk kreeg de kerk een mooier aanzien dan voor de brand. De houten gewelven werden nu vervangen door stenen gewelven, met uitzondering van het middelste kruisgewelf, dat met verguld loofwerk werd versierd. Op 10 mei 1648 werd de kerk opnieuw in gebruik genomen.
Het interieur van de kerk dateert voor het grootste deel dan ook van ná de brand van 1645. Hoewel de tijd van de gotiek toen voorbij was werd voor het herstel de gotische stijl toegepast. Er werd een nieuwe preekstoel gemaakt, door Albert Vinckenbrinck (1649-1664), en een nieuw orgel, waarvan de kast werd gemaakt door Jacob van Campen (1655). 

## Interieur
In het interieur bevinden zich onder andere:
- Hoofdorgel uit 1655
- Transeptorgel uit de 16de eeuw
- Praalgraf van Jan van Galen (1656, door Willem de Keyser en Rombout Verhulst)
- Grafkelder en praalgraf van Michiel Adriaenszoon de Ruyter (1681, door Rombout Verhulst)
- Epitaaf voor Wolter Jan Gerrit baron Bentinck
- Praalmonument van Jan Hendrik van Kinsbergen (1821, door Paulus Joseph Gabriel)
- Epitaaf voor Jan Carel Josephus van Speijk (1832, door Jan de Greef)
- Monument voor Joost van den Vondel
- Monument voor Pieter Corneliszoon Hooft
- Monument voor Johan Huizinga
- Preekstoel 1649-1664
- Herenbanken, na 1645
- Koorhek, circa 1650

### Glas-in-loodramen
In de kerk zijn diverse glas-in-loodramen aangebracht, waaronder een aantal gedenkramen: het Kroningsraam (Mengelberg, 1898) in het zuidtransept, de gedenkramen ter gelegenheid van het veertigjarig regeringsjubileum van koningin Wilhelmina (Van Konijnenburg / Nicolas, 1938) bij het noordtransept, het Bevrijdingsraam (1995) van Toon Verhoef in de zuidelijke zijbeuk en 'Een tuin van glas' (2005) van Marc Mulders in de noordelijke zijbeuk, dat werd geplaatst ter gelegenheid van het zilveren regeringsjubileum van de koningin.

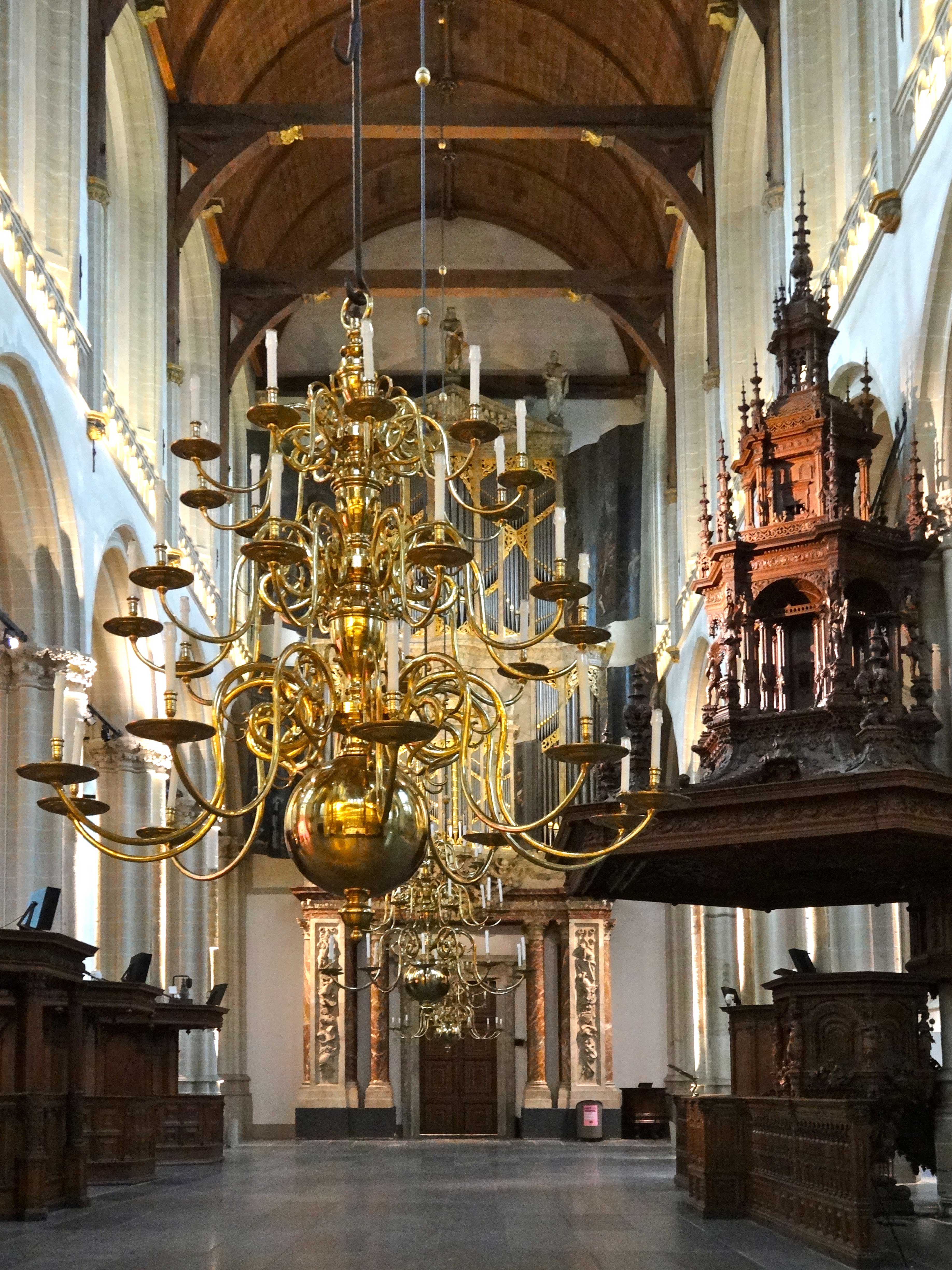
Schip
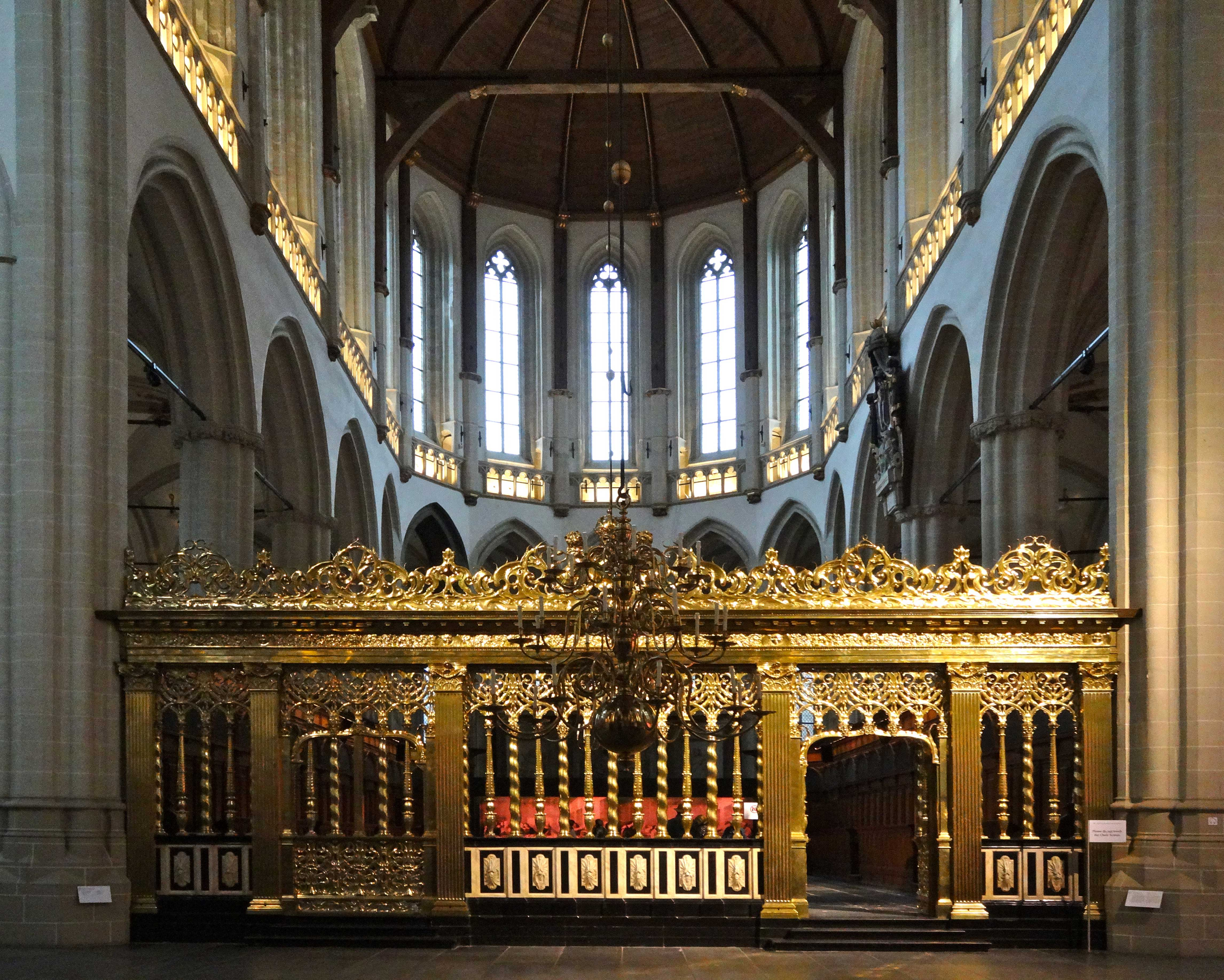
Koorhek
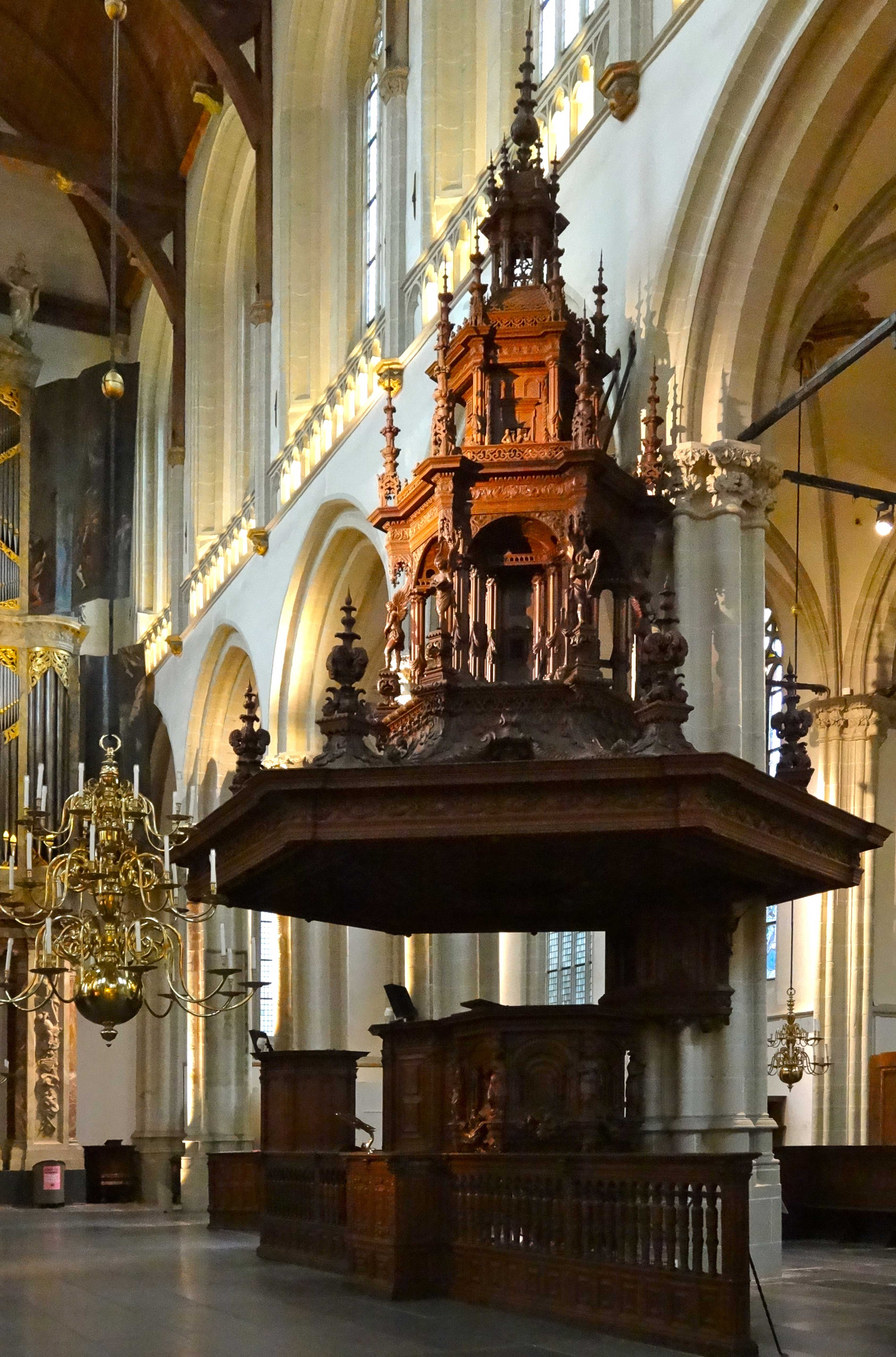
Preekstoel
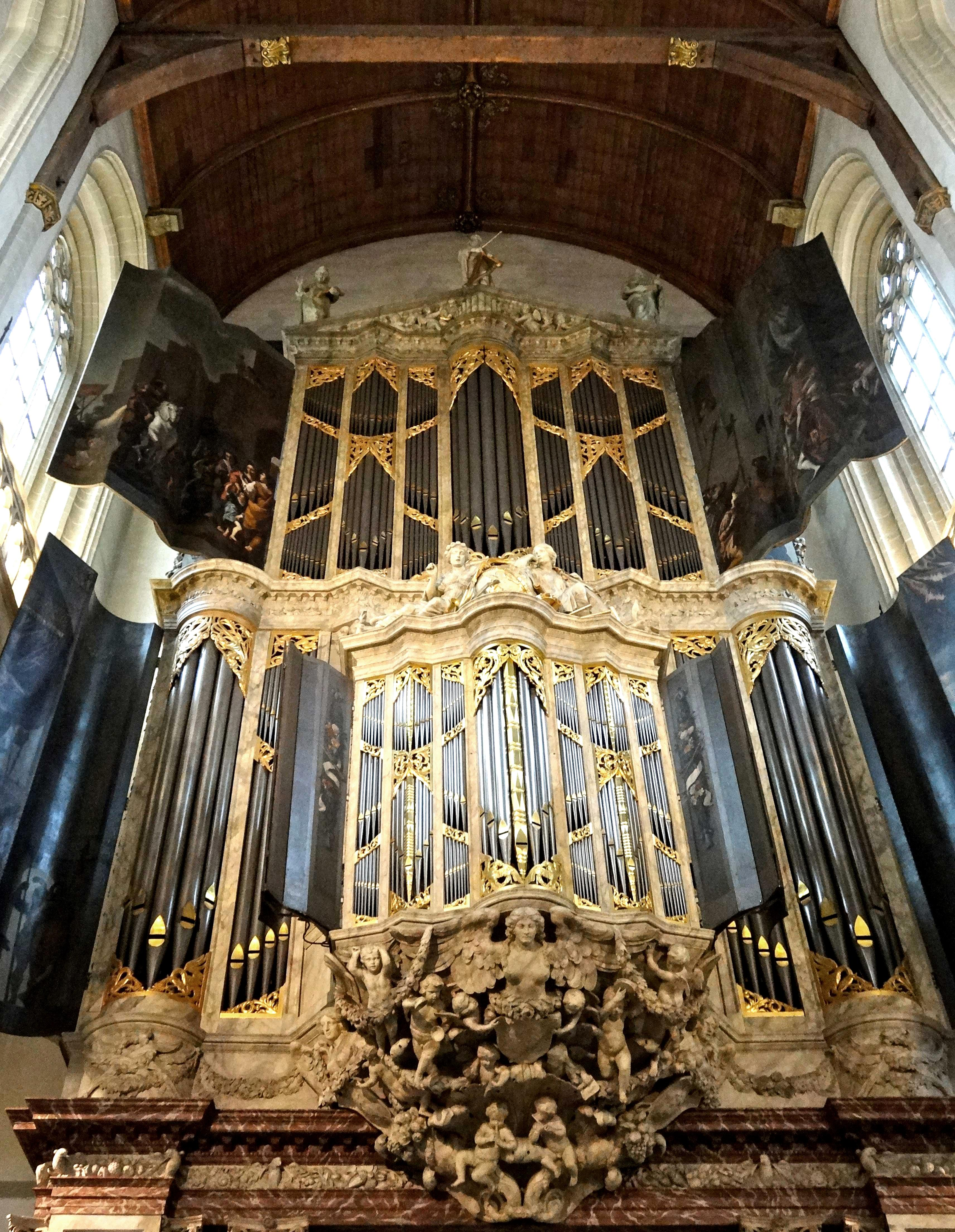
Orgel
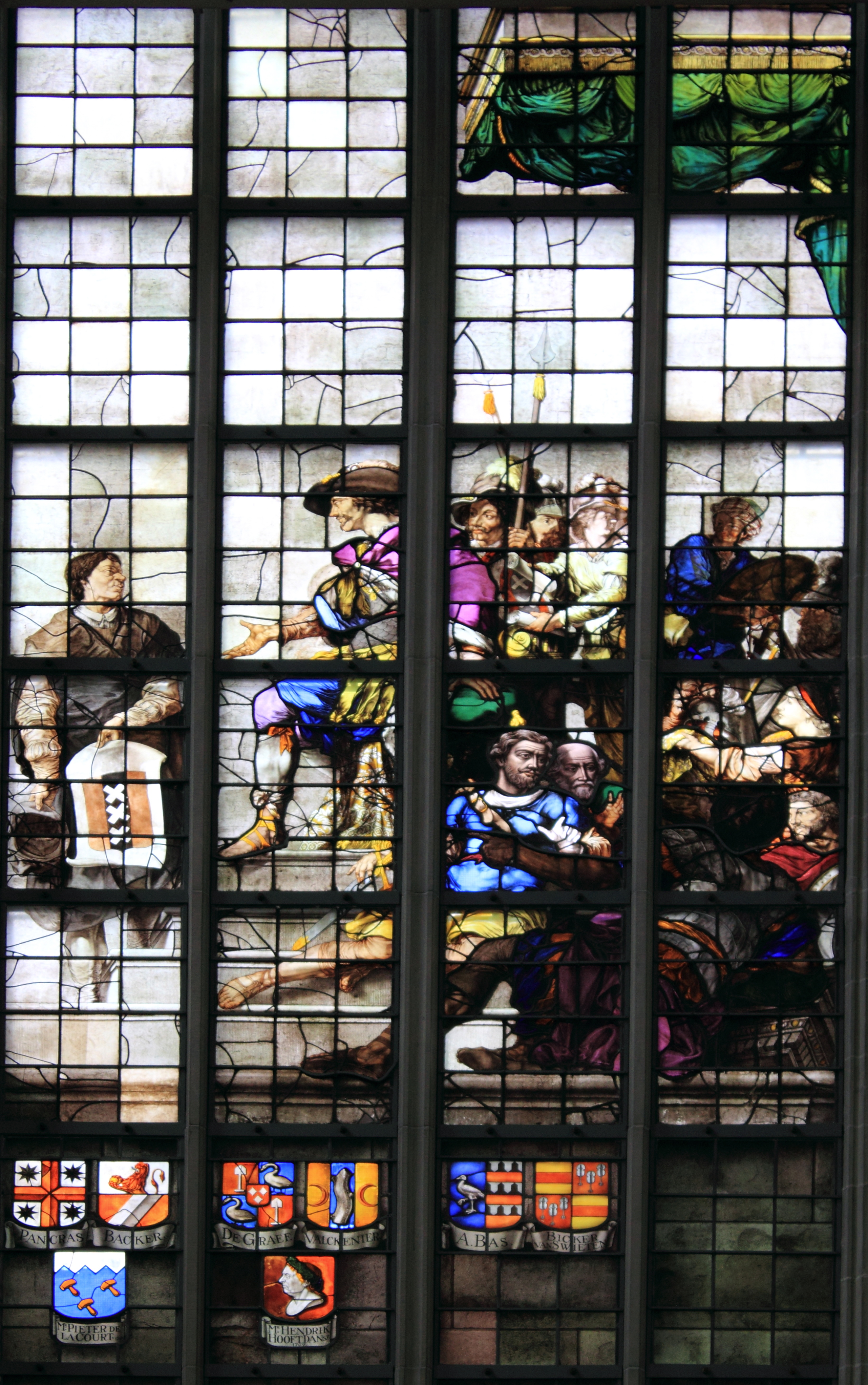
Glas-in-loodraam
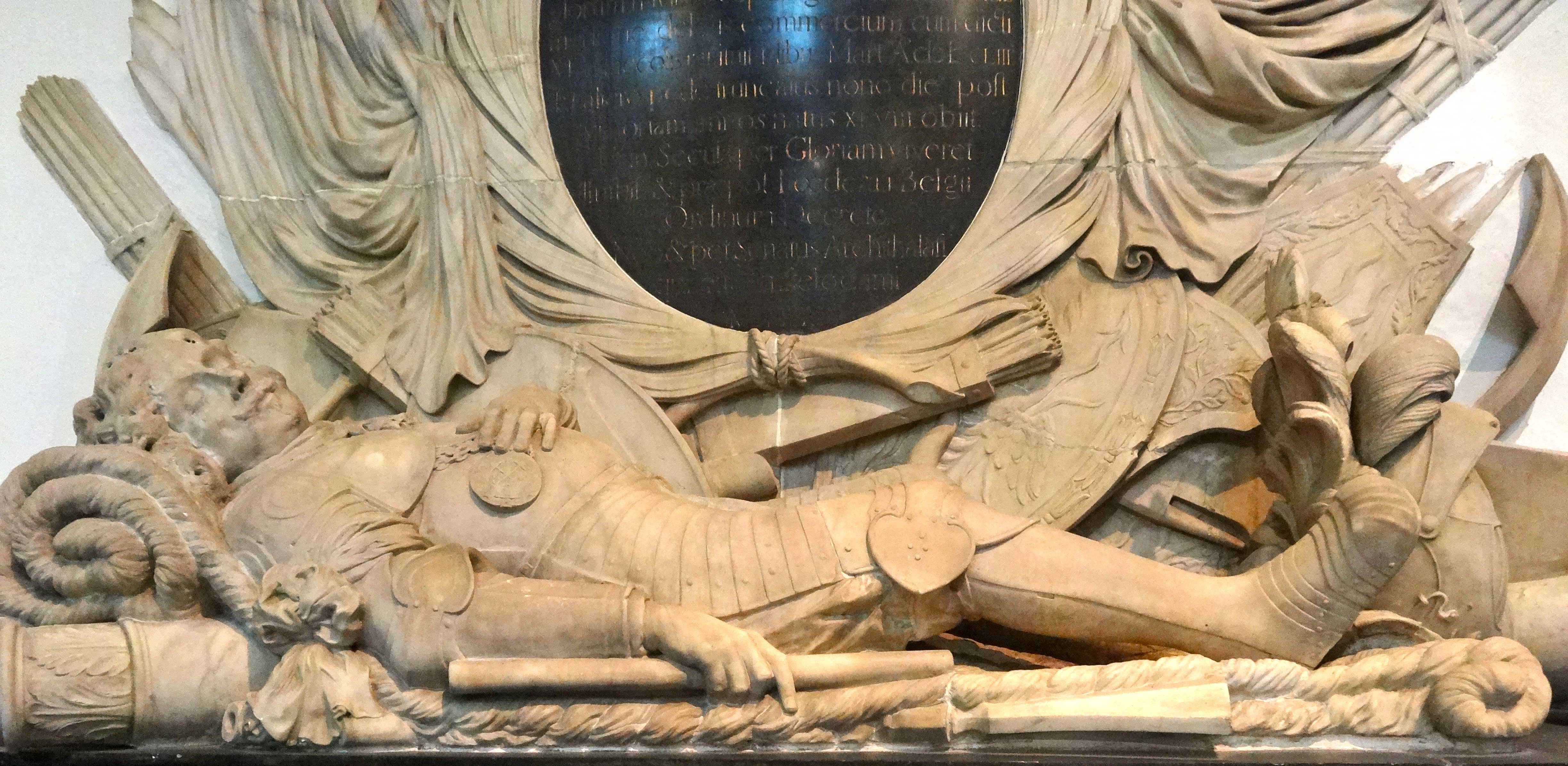
Grafmonument Jan van Galen
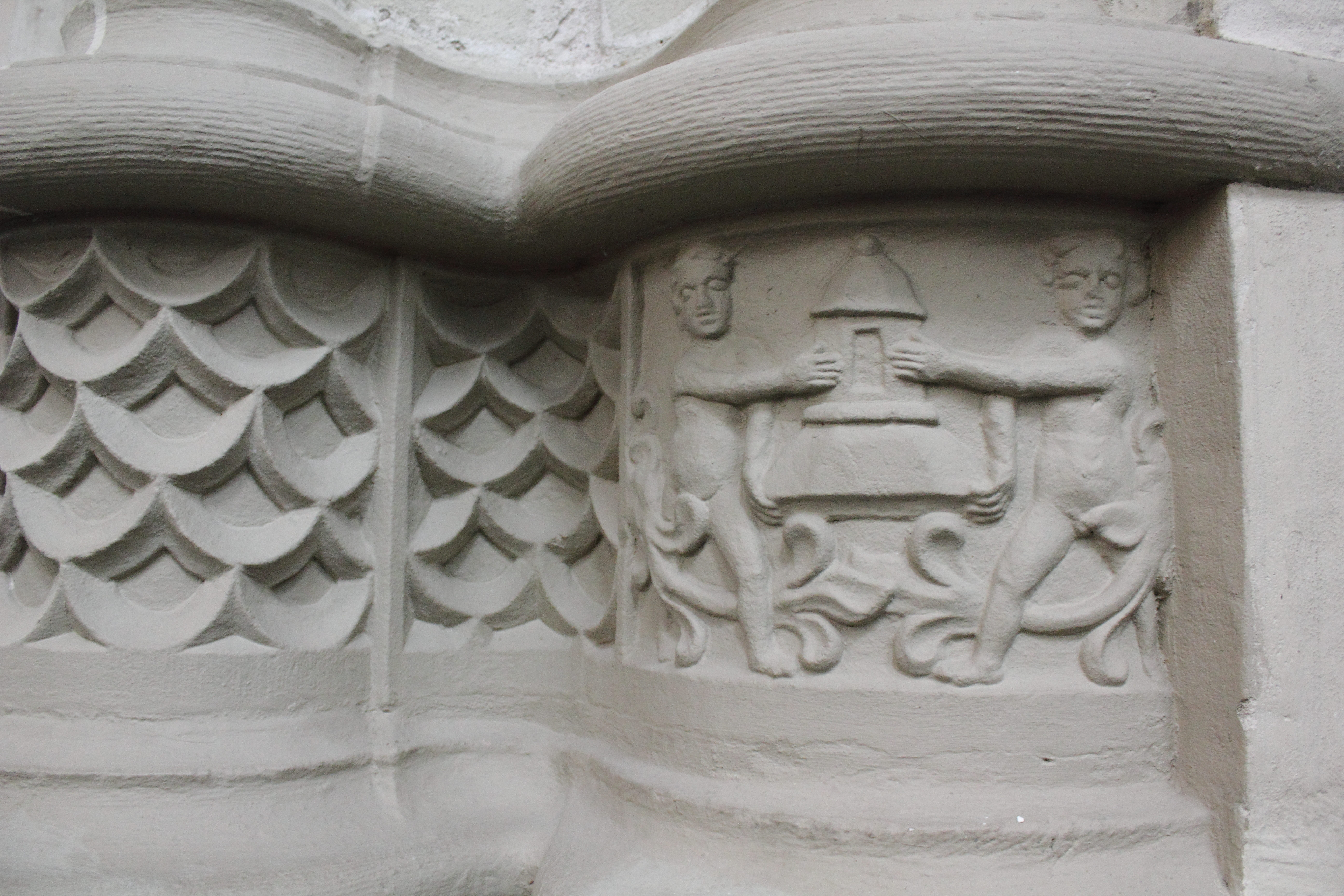
Kapiteel

## Toren

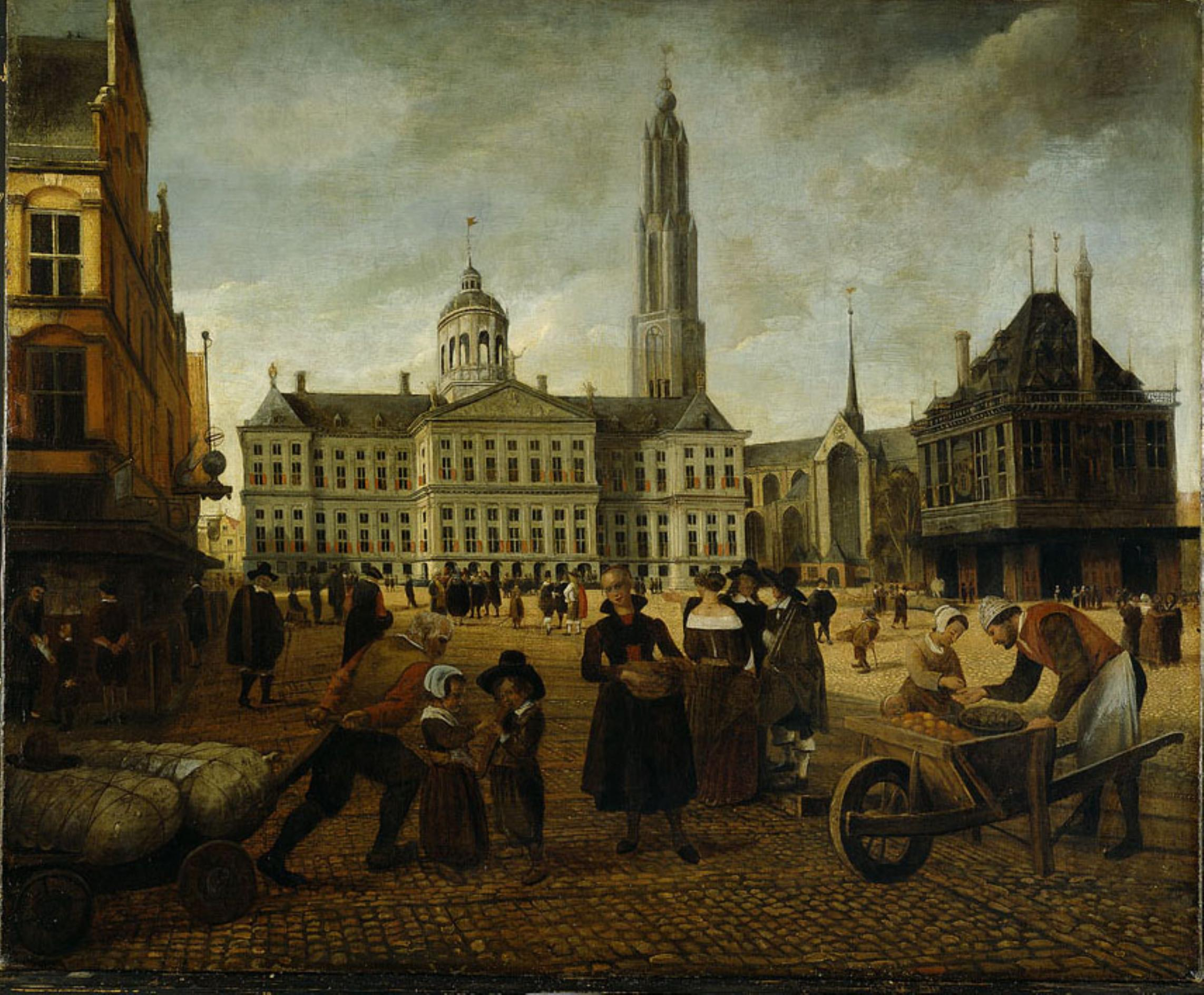
De Dam met het Stadhuis en de nooit gebouwde toren van de Nieuwe Kerk. Geschilderd door een onbekende schilder; tweede helft 17e eeuw.

Tot tweemaal toe is er een begin gemaakt met het bouwen van een kerktoren bij de kerk. In 1565 waren de fundamenten gelegd, maar door het veranderende religieuze en politieke klimaat werd de verdere uitvoer van de plannen onmogelijk gemaakt. In 1646 werd een tweede poging gedaan en een zeer hoge toren in gotiserende stijl ontworpen, die zelfs hoger had moeten worden dan de Utrechtse Domtoren; in het Amsterdam Museum bevinden zich twee maquettes die op deze plannen betrekking hebben. De maker is in beide gevallen onbekend, maar zij worden soms toegeschreven aan Jacob van Campen, ook de architect van het naastgelegen stadhuis (thans het Paleis op de Dam). Daarnaast zijn ontwerptekeningen van Jan Adriaanszoon Leeghwater en (vermoedelijk) Willem de Keyser bewaard gebleven. In 1647 wordt de laatste van de 6363 palen voor de toren de grond ingeslagen. Er volgt een oud magisch ritueel om de bouw goed te laten verlopen: een bouwoffer ter waarde van 200 gulden aan goud, en een eerstesteenlegging, maar in 1653 wordt de bouw al gestaakt. ..   Reden: de kosten voor de bouw van het nieuwe Stadhuis, dat op dat moment in volle gang is, vallen dermate hoog uit (uiteindelijk meer dan 8 miljoen gulden), dat het stadsbestuur besluit om van de bouw van de toren voor De Nieuwe Kerk af te zien. In 1783 werd de onvoltooide romp grotendeels gesloopt. Wat rest is de onderbouw voor de westgevel van de kerk.

## Inhuldigingen

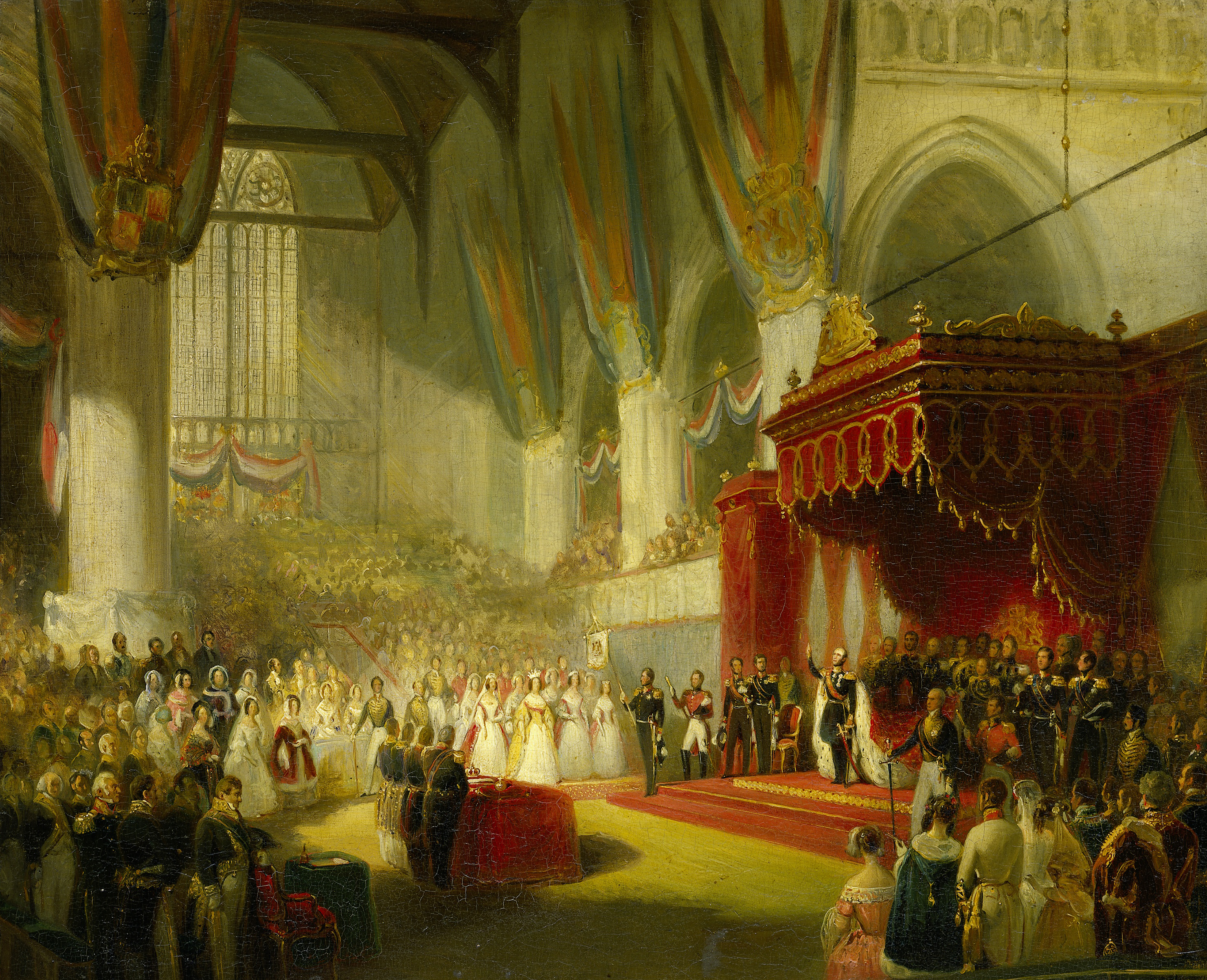
De inhuldiging van koning Willem II in de Nieuwe Kerk; 28 november 1840. De koning legt rechts, staande onder een baldakijn, met opgeheven hand de eed af. Links liggen op een tafel de troon en scepter. De kerk is gevuld met toeschouwers. Geschilderd door Nicolaas Pieneman (1809-1860).

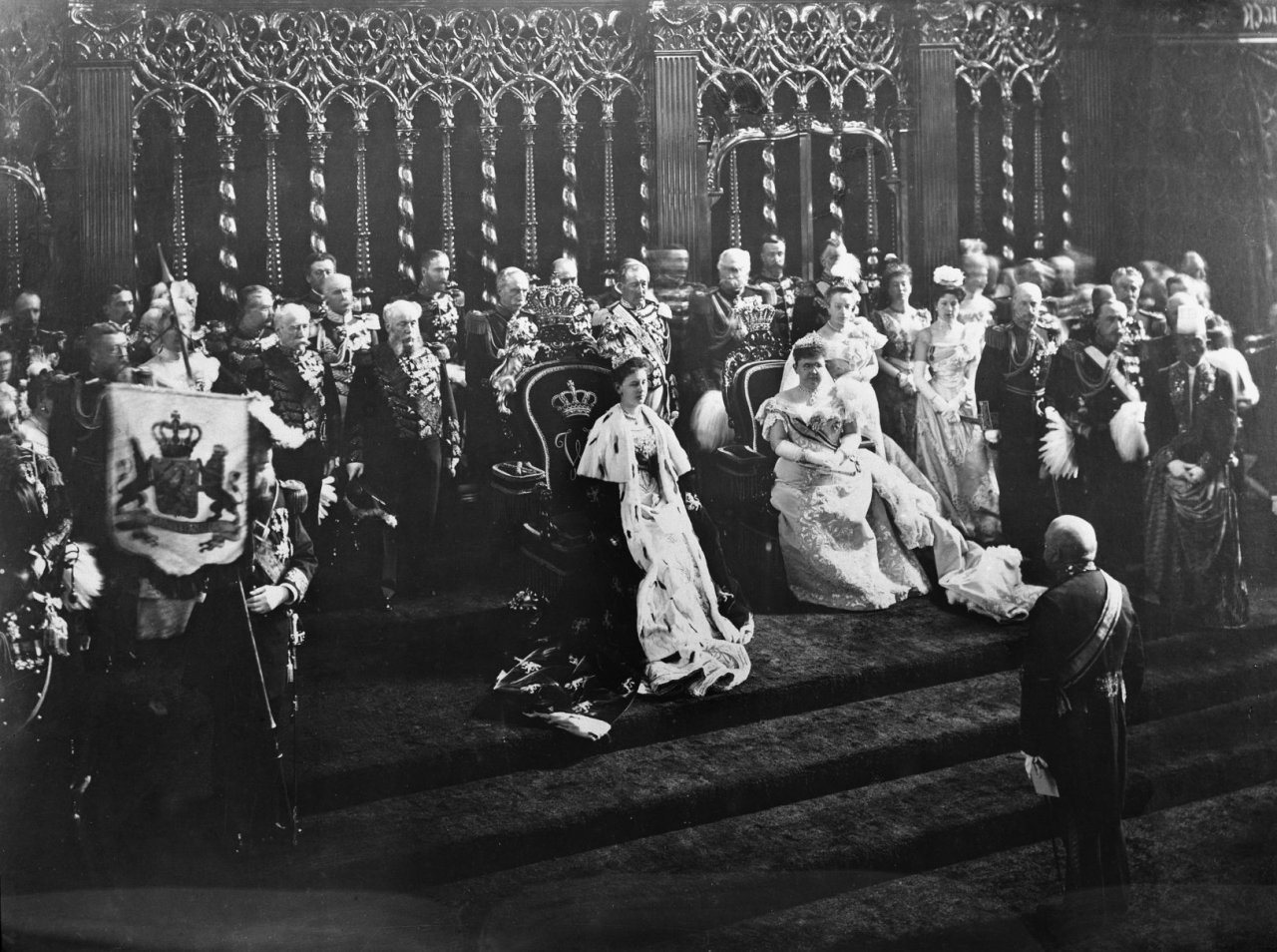
Inhuldiging van koningin Wilhelmina in de Nieuwe Kerk; 6 september 1898.

De Nieuwe Kerk wordt, sinds soeverein-vorst Willem op 30 maart 1814 in deze kerk de eed op de grondwet aflegde, ook gebruikt voor inhuldigingen en de inzegening van een koninklijk huwelijk.
Zijn zoon, Willem II, bestijgt op 7 november 1840 het troonpodium om ingehuldigd te worden als Staatshoofd. Op 12 mei 1849 volgt Willem III hem op.
De officiële inhuldiging van koningin Wilhelmina vindt plaats op 6 september 1898. Er wordt een herdenkingsraam geplaatst dat ter gelegenheid van de inhuldiging wordt aangeboden door het Nederlandse volk. Op deze dag zijn filmopnamen gemaakt van de plechtigheden. Dit is de oudste in Amsterdam en in Nederland gemaakte film.
Koningin Juliana volgt haar moeder op 6 september 1948 op. De inhuldiging van koningin Beatrix vond er plaats op 30 april 1980. In 2013 vond op dezelfde dag de inhuldiging van Willem-Alexander plaats.
Op 2 februari 2002 werd het in de Beurs van Berlage gesloten burgerlijk huwelijk van prins Willem-Alexander en prinses Máxima in de kerk ingezegend. Toen het bruidspaar de kerk betrad werden de luiken van het hoofdorgel geopend als een omarming van het paar, beelden daarvan gingen de wereld over. Tot in 1949 werden er ook burgerhuwelijken gesloten in de nieuwe kerk.

## Restauraties
De kerk heeft verschillende restauraties ondergaan, waarbij ook verschillende veranderingen werden doorgevoerd. Bij een restauratie tussen 1892 en 1907-1912 werden door de architect Christiaan Posthumus Meyjes sr. neogotische elementen toegevoegd om de kerk terug te brengen in de staat van voor de brand van 1645. C. Wegener Sleeswijk voerde tussen 1959 en 1980 een restauratie uit, waarbij de kerk juist werd aangepast aan de eisen van zijn eigen tijd: de lichtwerking werd verbeterd en er werd constructief herstel uitgevoerd, zoals het leggen van nieuwe funderingen. Daarnaast werden er onder de natuurstenen vloer een verwarming aangebracht en werden aanbouwen verlaagd om meer lichtinval te realiseren.

### Fundering
Bij de grote restauratie van Wegener Sleeswijk werden vele onderdelen van de kerk hergefundeerd, maar niet alle. Sinds 2000 wordt daarom het zakkingsgedrag van de fundering gemonitord. In 2006 bleek de fundering van de grafkelder en van de tien omliggende pijlers in de kooromgang steeds sneller te zakken ten opzichte van de andere pijlers. Daarom werd besloten om alle tien pijlers en de grafkelder te voorzien van een nieuwe fundering, ontworpen door de bekende Amsterdamse restauratieconstructeur ir. de Beaufort. Dit werd in 2007 uitgevoerd.
In 2023 bleken ook zes centrale zuilen van het middenschip sneller te zakken dan de overige delen van de kerk, hetgeen hier de noodzaak tot herfundering bepaalde. Wederom heeft Ir. Ernst de Beaufort hiervoor een herstelplan gemaakt. Men heeft het voornemen om in de tweede helft van 2024 dit plan uit te voeren.

## Tegenwoordig gebruik
Tegenwoordig worden er geen kerkdiensten meer gehouden. Door de ontkerkelijking kon de Hervormde Gemeente de kosten voor onderhoud en beheer niet meer opbrengen en daarom werd besloten om de kerk tot cultuurcentrum te verbouwen. In 1980 werd de kerk overdragen aan de in 1979 opgerichte 'Nationale Stichting De Nieuwe Kerk'. Deze stichting organiseert sindsdien de activiteiten in de kerk. Tot op heden worden er afwisselende tentoonstellingen georganiseerd in de kerk, vaak van volkenkundige of cultuurhistorische aard zoals in 2019 De Grote Suriname-tentoonstelling. Daarnaast vinden er orgelconcerten plaats. Vaste organist van het monumentale orgel is Bernard Winsemius.
In 2010 werd het zeshonderdjarige bestaan van de kerk gevierd. In het kader van het Amsterdamse Festival van de Hervorming werd een kerkdienst gehouden. "Een unieke gebeurtenis", aldus de protestantse kerk Amsterdam: "In 1955 vond in de Nieuwe Kerk voor het laatst een kerkdienst plaats." Het Festival van de Hervorming is een initiatief van de protestantse kerk Amsterdam, de lutherse gemeente Amsterdam en de Amsterdamse remonstranten en doopsgezinden.
Jaarlijks vindt op 4 mei de Nationale Dodenherdenking plaats in de Nieuwe Kerk, voorafgaand aan de kranslegging bij het Nationaal Monument op de Dam.

## Begraven in De Nieuwe Kerk
In De Nieuwe Kerk hebben ooit naar schatting ongeveer tienduizend doden gelegen. Tijdens restauratiewerkzaamheden tussen 1959 en 1980 werden echter vrijwel alle graven geruimd. Halverwege de zeventiende eeuw waren ook al twee kerkhoven geruimd in verband met de uitbreiding van de Dam en de bouw van het stadhuis.
Onder anderen de volgende personen werden in de Nieuwe Kerk begraven:
- Casparus Barlaeus of Kaspar van Baerle (1584-1648), Zuid-Nederlands predikant, schrijver en dichter
- Willem Blaeu (1571-1638), cartograaf en globemaker
- Johanna Borski (1764-1846), bankier
- Willem Borski (1765-1814), bankier
- Isaäc da Costa (1798-1860), dichter en historicus
- Jan van Galen (1604/1605-1653), vlootvoogd
- Lieve Geelvinck (1676-1743), burgemeester van Amsterdam, lid van de Raad van State en bewindhebber van de VOC
- David van Gesscher (1735-1810), heelmeester
- Nicolaes de Helt Stockade (1614-1669), schilder
- Robert Hennebo (ca. 1685-1737), dichter, toneelspeler, speculant en herbergier
- Cornelis Holsteyn (1618-1658), schilder
- Pieter Corneliszoon Hooft (1581-1647), geschiedkundige, dichter en toneelschrijver
- Balthazar Huydecoper (1695-1778), letterkundige, taalkundige en historicus
- Jan Harmensz. Krul (1602-1646), lieddichter, toneelschrijver, boek- en ijzerhandelaar
- Katharyne Lescailje (1649-1711), dichteres, vertaalster en boekhandelaarster/uitgeefster
- Jan Floris Martinet (1729-1795), natuurkundig historicus, schrijver, pedagoog, theoloog en predikant
- Gabriël Metsu (1629-1667), schilder
- Michiel Adriaenszoon de Ruyter (1607-1676), admiraal (de graftombe is het werk van Rombout Verhulst en Willem de Keyser)
- Johannes Snippendaal (1616-1670), botanicus
- Jan van Speijk (1802-1831), kanonneerbootcommandant
- Cornelis Troost (1696-1750), schilder
- Nicolaes Tulp (1593-1674), arts en burgemeester
- Joost van den Vondel (1587-1679), dichter en toneelschrijver

## Monumenten voor schrijvers
Tal van schrijvers worden in De Nieuwe Kerk herdacht met een gedenksteen, onder wie Vondel, Hooft, Ten Kate en Hella Haasse. Er wordt regelmatig een gedenksteen toegevoegd, zodat het literaire pantheon van De Nieuwe Kerk gestaag groeit. In 2003 onthulde Hella Haasse een gedenktekst voor Hooft. Op 1 februari 2018 werd een gedenksteen voor Hella Haasse onthuld, ontworpen door Wigger Bierma; de grafisch beeldhouwer was Henk Welling. Op 30 januari 2019 onthulde minister Ingrid van Engelshoven een gedenksteen ter ere van historicus en schrijver Johan Huizinga. Aanleiding was het 100-jarig jubileum van zijn literaire meesterwerk Herfsttij der Middeleeuwen. Walter Nikkels ontwierp de steen, die werd vervaardigd door Henk Welling. Op 17 februari 2020 onthulde koning Willem-Alexander een gedenksteen voor de Nederlandse schrijver Eduard Douwes Dekker, beter bekend onder zijn schrijversnaam Multatuli. De onthulling markeerde de start van het Multatuli-jaar 2020. Deze gedenksteen is ontworpen door kunstenaar Jeroen Henneman. Op 31 augustus 2021, aan de vooravond van de honderdste geboortedag van de auteur Willem Frederik Hermans, werd een gedenksteen onthuld door de Amsterdamse burgemeester Femke Halsema en de oud-premier van België Guy Verhofstadt ter opening van het Willem Frederik Hermans Jubileumjaar. De steen werd ontworpen door de directeur van De Poezenkrant graficus Piet Schreuders, verluchtigd met een bronzen afbeelding van een slapende poes door de tekenares Franka van der Loo, en voorzien van de tekst "Zlaap Zacht" omdat -volgens Hermans- poezen de letter 'S' niet kunnen uitspreken.